# Saint-Georges-d'Aurac
Saint-Georges-d'Aurac è un comune francese di 461 abitanti situato nel dipartimento dell'Alta Loira della regione dell'Alvernia-Rodano-Alpi.

## Società

### Evoluzione demografica
Abitanti censiti